# ماري إيكن
ماري إيكن (بالإنجليزية: Mary Aiken)‏ هي طبيبة نفسانية أيرلندية. يبحث كتابها «تأثير الإنترنت» في العلاقة بين التكنولوجيا والسلوك البشري. حصلت على درجة الماجستير في علم النفس السيبراني وعلم النفس الشرعي. وهي زميلة في الجمعية الملكية للطب، وزميل في جمعية محترفي تكنولوجيا المعلومات المعتمدين، وزميل عالمي في مركز ويلسون.
في 18 أغسطس 2016، نشرت إيكن كتابها تأثير الإنترنت. يبحث هذا الكتاب في العلاقة بين التكنولوجيا والسلوك البشري. حصل الكتاب على جائزة «كتاب العام» في «فئة الفكر» من قبل التايمز.

## روابط خارجية
- ماري إيكن على موقع IMDb (الإنجليزية)